# آستانه انقراض
آستانه انقراض (به انگلیسی: Extinction threshold) اصطلاحی است که در زیست‌شناسی حفاظتی برای توضیح نقطه‌ای که در آن یک گونه، جمعیت یا فراجمعیت، تغییر ناگهانی در تراکم یا تعداد را به دلیل یک پارامتر مهم، مانند از دست دادن زیستگاه، تجربه می‌کند، استفاده می‌شود. در این مقدار بحرانی است که کمتر از آن یک گونه، جمعیت یا فراجمعیت منقرض می‌شود، اگرچه ممکن است زمان زیادی برای گونه‌هایی که درست زیر ارزش بحرانی هستند، طول بکشد، پدیده‌ای که به عنوان بدهی انقراض شناخته می‌شود.
آستانه انقراض برای زیست‌شناسان حفاظت هنگام مطالعه یک گونه در یک بافت جمعیتی یا فراجمعیت مهم است زیرا نرخ کلنی‌سازی باید بزرگ‌تر از نرخ انقراض باشد، در غیر این صورت کل موجودیت پس از رسیدن به آستانه منقرض خواهد شد.
آستانه انقراض در چندین شرایط رخ می‌دهد و نکته در مدل‌سازی آنها، تعریف شرایطی است که یک جمعیت را به سوی انقراض سوق می‌دهد. مدل‌سازی آستانه انقراض می‌تواند رابطه بین آستانه انقراض و از دست دادن زیستگاه و تکه‌تکه شدن زیستگاه را توضیح دهد.